# Volo USAir 405
Il volo USAir 405 era un volo di linea tra New York e Cleveland, Ohio. Il 22 marzo 1992, il Fokker F28, registrazione N485US, che operava il volo si è schiantato nella Flushing Bay poco dopo il decollo dall'Aeroporto Fiorello LaGuardia. L'aereo decollò dalla pista ma non riuscì a guadagnare quota, colpì diversi ostacoli e terminò il volo in mare, appena oltre la fine della pista. Delle 51 persone a bordo, 27 rimasero uccisi nell'incidente, tra cui il comandante ed uno dei membri dell'equipaggio.
Un incidente simile era accaduto tre anni prima, quando il volo Air Ontario 1363 si era schiantato poco dopo il decollo all'aeroporto regionale di Dryden dopo che il ghiaccio si era accumulato sulle ali e sulla cellula. Dei 69 passeggeri e dell'equipaggio, 24 furono uccisi.
Le indagini rivelarono che a causa di un errore del pilota, delle inadeguate procedure antighiaccio al LaGuardia e dei continui rinvii della partenza, sulle ali e sulla fusoliera del velivolo si era accumulata una grande quantità di ghiaccio che durante il decollo aveva impedito all'aereo di prendere quota. Il National Transportation Safety Board (NTSB) concluse che i piloti non erano a conoscenza della quantità di ghiaccio che si era nuovamente formato dopo il de-icing e che avevano inoltre effettuato il distacco dalla pista ad una velocità inferiore rispetto a quella standard.
Gli investigatori scoprirono anche che le procedure antighiaccio effettuate al LaGuardia erano insufficienti, infatti il decollo del velivolo fu ritardato di 35 minuti, ma l'efficacia del liquido antighiaccio utilizzato era di soli quindici minuti.

## Storia del Volo
L'aereo coinvolto nell'incidente era un aereo Fokker F28 Serie 4000 prodotto nei Paesi Bassi. Jet bimotore a medio raggio, il Fokker F28 è progettato per trasportare fino a 95 passeggeri. Il jet coinvolto nell'incidente è stato registrato negli Stati Uniti come N485US. Fu consegnato per la prima volta a Piedmont Airlines nell'agosto 1986 e fu acquisito da USAir (US Airways) tre anni dopo, nell'agosto 1989, quando Piedmont e USAir si fusero. L'N485US aveva accumulato un totale di 12.462 ore di volo al momento dell'incidente.
Il capitano Wallace J. Majure II, 44 anni, pienamente qualificato per pilotare l'F28 e altri quattro tipi di aerei commerciali, aveva accumulato circa 9.820 ore di volo totali, di cui 2.200 ore sull'F28. Majure fu inizialmente assunto come primo ufficiale dell'F28 dalla Piedmont Airlines nel 1985. Successivamente fu riassegnato per servire come primo ufficiale e poi capitano su un Boeing 737, ma alla fine tornò come capitano dell'F28 a causa dei tagli della compagnia. In precedenza ha prestato servizio nella Marina degli Stati Uniti dal 1969 al 1985.
Il primo ufficiale John Rachuba, 30 anni, fu assunto dal Piemonte nel 1989. Al momento dell'incidente, i registri della compagnia indicano che aveva accumulato circa 4.507 ore di volo, di cui 29 ore sull'F28. Rachuba possedeva un certificato di ingegnere di volo con abilitazioni per aerei a turbogetto e un certificato di istruttore scaduto rilasciato il 16 agosto 1987. Possedeva anche una licenza della Federal Aviation Administration per torri di controllo non federali. In precedenza, aveva prestato servizio come ingegnere di volo sui Boeing 737 e Boeing 727.
Le due assistenti di volo erano Debra Andrews Taylor e Janice King. King, che era seduta sul sedile posteriore di poppa, morì nello schianto.

## L'incidente

### Maltempo, sbrinamento, ritardi nel rullaggio
L'aereo era decollato dall'aeroporto internazionale di Jacksonville, in Florida, diverse ore prima dell'incidente, anche se la partenza da Jacksonville era stata ritardata dal maltempo su New York e dalla rimozione del bagaglio di un passeggero che aveva deciso di non salire a bordo dell'aereo. L'atterraggio con avvicinamento strumentale si è svolto senza incidenti e l'aereo non ha subito ritardi significativi mentre era in volo in attesa di atterrare, ma la congestione sulle vie di rullaggio dell'aeroporto LaGuardia ha ritardato l'arrivo dell'aereo al gate.

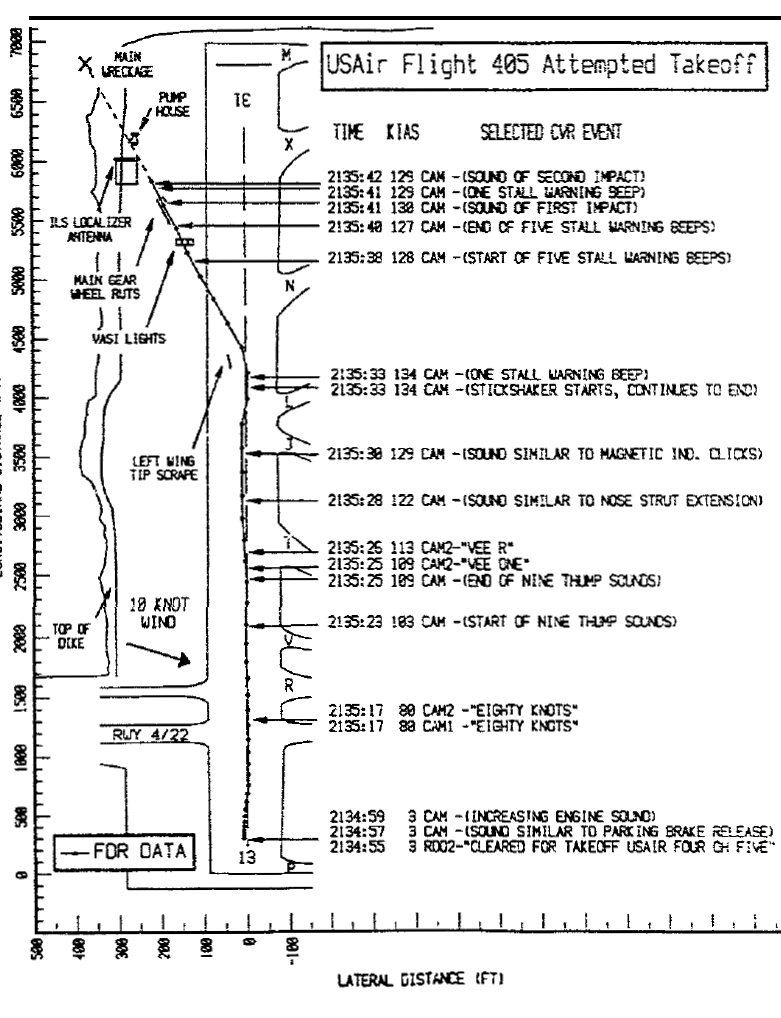
Un diagramma NTSB del tentativo di decollo del volo 405, che mostra che ha virato a sinistra della pista e ha colpito una pompa dell'acqua

Con un'ora e sei minuti di ritardo, l'aereo è arrivato al Gate B1, dove il pilota ha informato un meccanico di terra che il suo aereo era "pronto a partire". L'equipaggio di volo è poi sbarcato dall'aereo per utilizzare le strutture del terminal. Il maltempo non è migliorato poiché il jet è stato sghiacciato con fluido di tipo I, una miscela riscaldata 50/50 di acqua/Glicole. Dopo il completamento di questo processo, uno dei due camion antighiaccio ha ritardato il respingimento del jet quando ha riscontrato problemi meccanici. Il veicolo è stato immobilizzato per 20 minuti in una posizione tale da impedire all'aereo di rullare sulla pista dopo il rientro dell'equipaggio di volo.
Dopo che il camion antighiaccio è stato riparato, il pilota ha richiesto un secondo antighiaccio, sebbene l'equipaggio di volo non abbia eseguito un walkaround del proprio aereo e le procedure USAir non richiedessero loro di farlo. Dopo il secondo sbrinamento, il controllo a terra del LaGuardia ha concesso al volo 405 il permesso di rullare sulla pista 13. L'equipaggio di volo ha completato la lista di controllo prevolo durante il taxi.
La protezione antighiaccio del motore è stata attivata per i due motori durante il rullaggio. Il capitano ha annunciato ai passeggeri che i flap sarebbero rimasti sollevati durante il rullaggio, e non dovevano preoccuparsi di vederli in posizione retratta. Ha posizionato una tazza di caffè vuota sulla maniglia delle alette per ricordare la posizione delle alette, una procedura utilizzata da molti equipaggi di volo. Il capitano disse al primo ufficiale che avrebbero utilizzato le procedure standard per una pista contaminata USAir che includevano l'uso di flap a 18°, e decise anche che sarebbero decollati con una velocità V1 ridotta di 110 nodi (130 mph; 200 km/h).
I bollettini meteorologici per LaGuardia hanno mostrato che la notte dell'incidente, tutte le vie di rullaggio erano ricoperte da un sottile manto di neve. Anche la pista 13 era ricoperta da un sottile strato di neve bagnata, sebbene fosse stata arata, trattata con urea e levigata.
L'aereo, già in ritardo di diverse ore, ha poi subito ulteriori ritardi nel rullaggio sulla pista. Il tempo aveva creato un intenso traffico terrestre all'aeroporto LaGuardia e, secondo quanto riferito, code di aerei erano in attesa del permesso per il decollo. Gli investigatori hanno stimato che l'aereo abbia impiegato dai 25 ai 45 minuti per rullare dal gate alla pista.

### Lo schianto

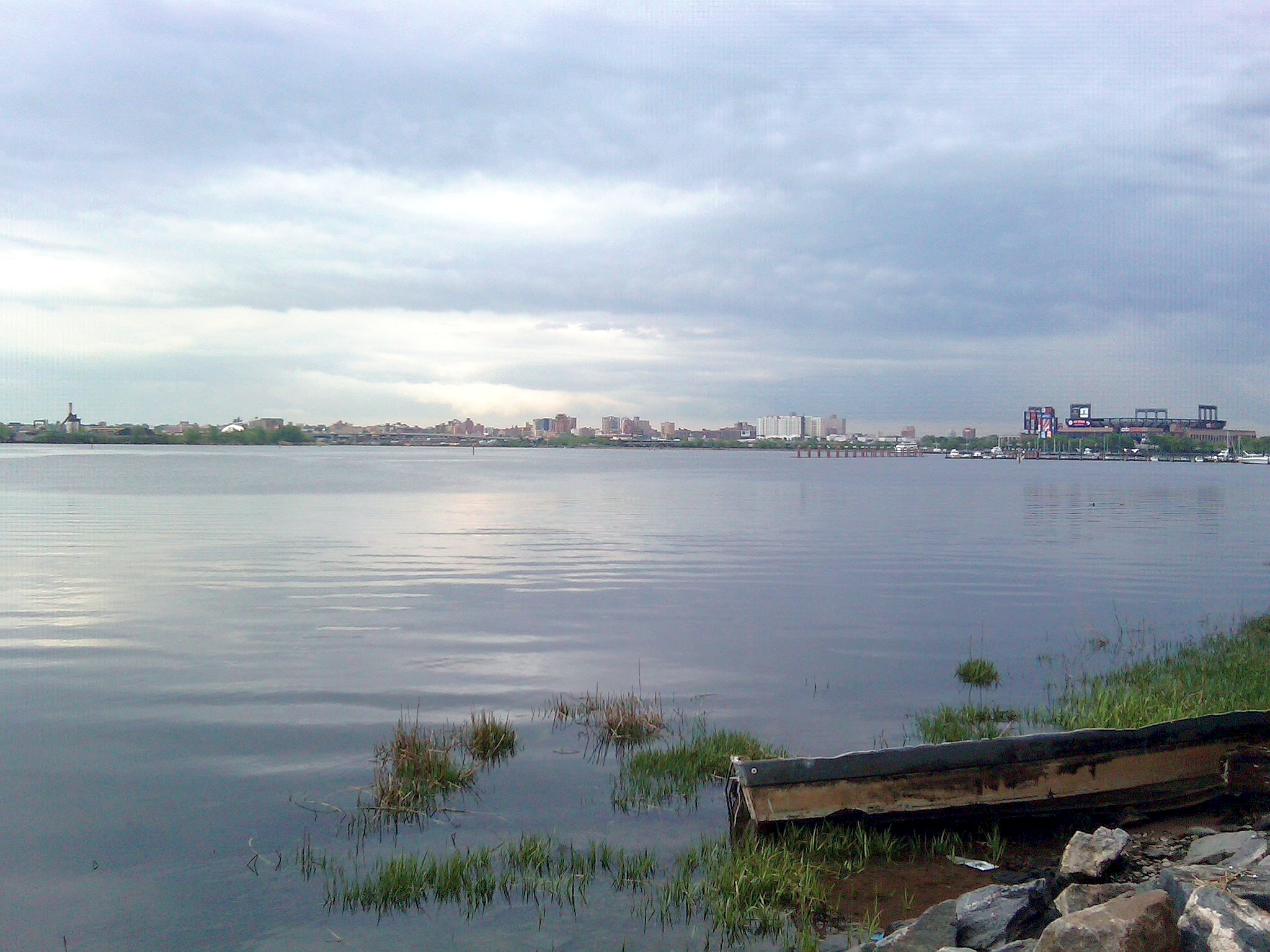
Flushing Bay, New York, dove l'aereo si fermò in posizione parzialmente capovolta

Dopo l'autorizzazione al decollo da parte dei controllori, l'equipaggio di volo ha avviato la procedura di decollo e il primo ufficiale ha effettuato una chiamata a 80 nodi (92 mph; 150 km/h) e, diversi secondi dopo, una chiamata V1, seguita poco dopo da una chiamata VR. Circa 2,2 secondi dopo la chiamata VR, il carrello anteriore ha lasciato il suolo. Nel rapporto finale si legge: "il primo ufficiale ha descritto il decollo come normale attraverso la rotazione. Ha affermato che non erano evidenti problemi con le vibrazioni, la velocità di accelerazione, il rumore ambientale, [o] il controllo direzionale". Tuttavia, The New York Times ha riferito che "diversi passeggeri hanno percepito che [l'aereo] non stesse andando abbastanza veloce".

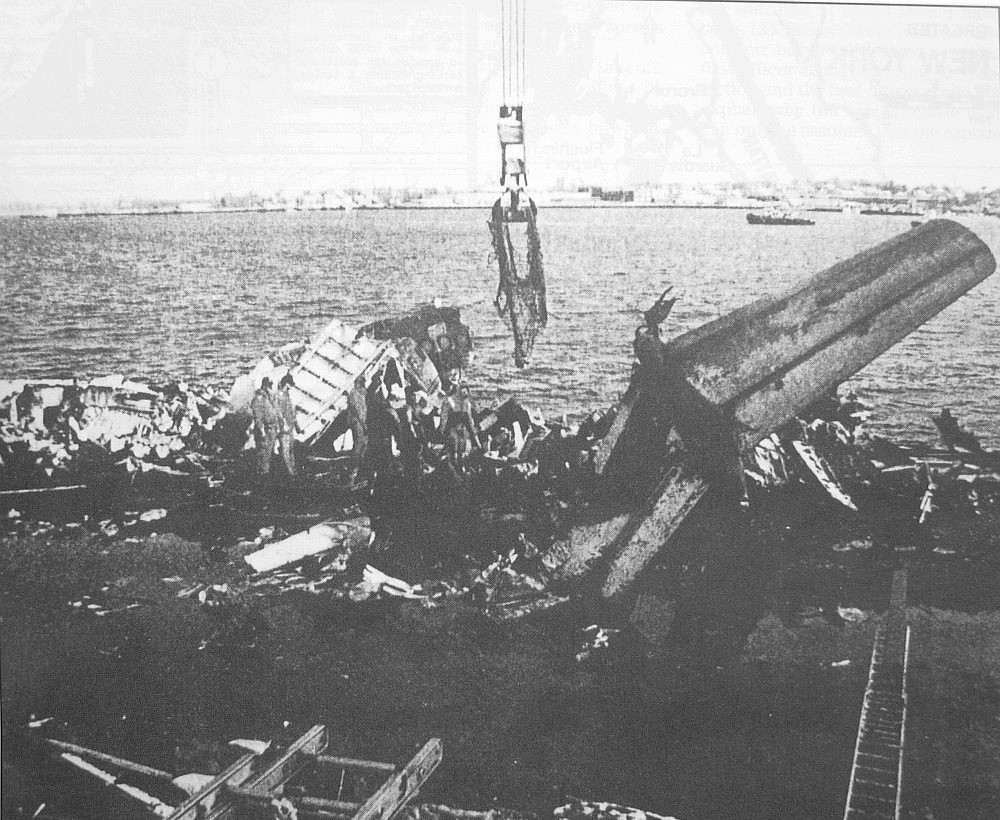
Il relitto dell'N485US recuperato da Flushing Bay

Mentre il capitano tentava di livellare le ali, l'equipaggio utilizzava il timone destro per manovrare l'aereo verso terra ed evitare l'acqua sottostante. Il rapporto dell'incidente ha rilevato che "il primo ufficiale ha detto che sembravano essere d'accordo sul fatto che l'aereo non avrebbe volato e che i loro input di controllo erano all'unisono". Rachuba e Majure hanno continuato a provare a tenere il muso alzato per l'impatto in un assetto piatto, anche se Rachuba in seguito dichiarò di non aver effettuato "input di controllo pesanti". Il rapporto finale osservava inoltre che "il primo ufficiale dichiarò di non aver toccato le leve di comando". Il primo ufficiale in seguito disse agli investigatori che l'obiettivo principale dell'equipaggio di volo era trovare un posto sicuro dove atterrare.
Poco meno di cinque secondi dopo che il carrello si era staccato da terra, l'ala sinistra dell'aereo ha strisciato contro l'asfalto per 34 m (110 piedi) e lo Stick shaker si è attivato. L'equipaggio ha ricevuto sei avvisi di stallo, prima che l'aereo iniziasse a virare a sinistra, poi a destra e poi di nuovo a sinistra, sempre a soli diversi metri dal suolo. L'aereo ha colpito due indicatori di pendenza di avvicinamento visivo, è atterrato nuovamente per circa 30 m (100 piedi), prima di decollare nuovamente e colpire un faro del sistema di atterraggio strumentale e una pompa dell'acqua.
L'ala sinistra si separò quindi dal corpo dell'aereo, prima che la fusoliera colpisse il bordo della Flushing Bay e si fermasse in una posizione parzialmente invertita. Parti della fusoliera e della cabina di pilotaggio erano immerse nell'acqua. Confusione, disorientamento o intrappolamento molto probabilmente hanno causato l'annegamento dei passeggeri che altrimenti avrebbero riportato solo ferite lievi o ferite non pericolose per la vita.

### Tentativi di salvataggio, operazione medica

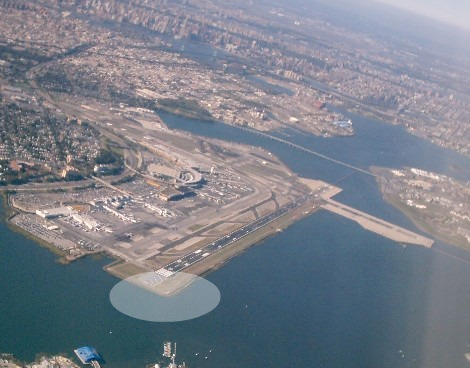
Il luogo dello schianto del volo USAir 405 è evidenziato dall'ovale bianco.

Il coordinatore della cabina della torre in servizio al momento dell'incidente ha dichiarato di aver visto una palla di fuoco provenire dal luogo dell'incidente in seguito all'incidente. Vedendo le fiamme, ha lanciato l'allarme, allertando l'Autorità Portuale di New York e la Polizia del New Jersey, che sono intervenute. Un'indagine ha rivelato che esistevano problemi tecnici con un telefono di emergenza a LaGuardia, tuttavia si è riscontrato che questi problemi non hanno ostacolato la risposta all'emergenza.
L'Autorità Portuale di New York e il Dipartimento di Polizia del New Jersey hanno inizialmente inviato quattro veicoli.  Il personale di questi veicoli ha riferito che la neve e la nebbia hanno ostacolato la loro visibilità mentre si dirigevano verso il luogo dell'incidente e non potevano vedere l'aereo distrutto. Un membro dei vigili del fuoco, però, ha osservato delle persone in piedi sulla cima di una diga vicino al luogo dell'incidente. Anche i sommozzatori della polizia sono entrati in acqua dopo l'incidente, sebbene non abbiano trovato nessuno vivo all'interno del jet o in acqua. I vigili del fuoco hanno continuato a spruzzare l'incendio e il comandante dell'incidente ha stimato di avere l'incendio sotto controllo 10 minuti dopo il loro arrivo sulla scena.
Il rapporto dell'NTSB sull'incidente ha rilevato, ma non ha criticato, l'intervento medico sul posto. Descriveva come i paramedici si prendevano cura di coloro che erano coscienti con ferite mortali, ma non facevano alcun tentativo di rianimare le vittime che sembravano annegate o prive di segni vitali perché credevano di non poter essere rianimate perché avevano ceduto alla fredda acqua salata. Si stima che (secondo le autorità intervenute sul luogo dell'incidente) siano intervenute sul luogo dell'incidente 15 ambulanze, tutte utilizzate per trasportare i feriti agli ospedali, e che altre 40 ambulanze fossero disponibili vicino al luogo dell'incidente, ma sono state non necessario.
Il rapporto descrive la risposta all'emergenza come "efficace e ha contribuito alla sopravvivenza degli occupanti dell'aereo. Tuttavia, la risposta da parte del personale dei servizi medici di emergenza è stata coordinata in modo inadeguato e i tempi di risposta delle ambulanze agli ospedali sono stati eccessivi".

## Le indagini
L'NTSB inviò una squadra sul luogo dell'incidente per indagare sull'incidente. Conclusero che, all'insaputa dell'equipaggio, si era accumulato ghiaccio sulle ali, interrompendo il flusso d'aria e riducendo la portanza. L'indagine durò poco meno di un anno.

### Accumulo di ghiaccio
Gli investigatori hanno suggerito molteplici ragioni per cui l'aereo non è riuscito a prendere quota, ma il rapporto dell'incidente afferma che non è stata trovata alcuna prova che suggerisca la corrosione sulle ali. Anche i sistemi di controllo di volo dell'aereo sono stati esaminati e non hanno rivelato alcun guasto prima dell'impatto. Nel rapporto si legge: "le prove non supportano una configurazione impropria delle ali, difetti della cellula o del sistema, o l'utilizzo degli aerofreni come ragioni per la perdita di efficienza aerodinamica". Gli investigatori hanno inoltre affermato che la rotazione del jet al decollo non era anormale. La commissione giunse alla conclusione che sulle ali si era accumulato ghiaccio e questo aveva contribuito in larga misura all'incidente.
Nel tentativo di scoprire il motivo per cui era presente ghiaccio sulle ali dell'aereo, la commissione ha stabilito che l'aereo era stato adeguatamente ripulito dal ghiaccio e dalla neve durante le due procedure di sbrinamento al gate. Tuttavia, sono trascorsi circa 35 minuti tra la seconda volta in cui l'aereo è stato sbrinato e l'inizio del decollo, durante il quale l'aereo è stato esposto a continue precipitazioni a temperature sotto lo zero. L'NTSB non è stato in grado di determinare quanto ghiaccio si fosse accumulato sulle ali dopo il secondo sbrinamento, ma ha ritenuto altamente probabile che "si sia verificata una certa contaminazione nei 35 minuti successivi al secondo sbrinamento e che questo accumulo abbia portato a questo incidente".
"Il Safety Board considera le prove come conclusive che il fattore principale in questo incidente è stata la ridotta prestazione dell'ala a causa della contaminazione da ghiaccio. Pertanto, il Safety Board ha valutato la misura in cui le decisioni e le procedure utilizzate dall'equipaggio di volo avrebbero potuto contribuire all'incidente", si legge nel rapporto finale. Sebbene, quando è stata esaminata la cabina di pilotaggio, l'interruttore antighiaccio del motore sia stato trovato in posizione "OFF", ulteriori indagini hanno scoperto che anche una leggera pressione poteva spostare l'interruttore e l'NTSB ha escluso che questo fosse un fattore che ha contribuito all'incidente. In seguito all'incidente, USAir ha inviato una direttiva di manutenzione ordinando di modificare gli interruttori antighiaccio del motore sugli F28 in modo che si bloccassero in una posizione selezionata.
Gli investigatori hanno scoperto che un difetto nella progettazione delle ali dell'F28 le rendeva estremamente vulnerabili all'accumulo di ghiaccio. A causa dell’angolazione delle ali, anche una piccolissima quantità di ghiaccio potrebbe avere effetti devastanti. Quando l'NTSB, in collaborazione con Fokker, ha studiato l'effetto che il ghiaccio può avere su un aereo, ha scoperto che particelle di ghiaccio piccole fino a 1-2 mm (0,039-0,079 in) con una densità di una particella per centimetro quadrato possono causare una perdita di portanza superiore al 20%. Un documento scritto da Fokker prima dell'incidente descriveva dettagliatamente l'effetto del ghiaccio sull'ala di un F28 e avvertiva che un "rollio incontrollabile" sarebbe iniziato anche con una piccola quantità di ghiaccio sulle ali.

### Errori dell'equipaggio
Il rapporto ha rilevato che l'equipaggio di volo era consapevole che il maltempo avrebbe potuto causare l'accumulo di ghiaccio, ma nessuno dei due ha intrapreso alcuna azione per verificare le condizioni del bordo d'attacco dell'ala e della superficie superiore. L'aereo è stato valutato dal personale di terra ed è stato sghiacciato. Dopo il guasto meccanico del camion antighiaccio, il capitano ne ha richiesto un altro.
Hanno anche scoperto che la guida dell'USAir e l'addestramento dell'equipaggio di volo erano sufficienti e avrebbero dovuto allertare l'equipaggio di volo del rischio di tentare un decollo mentre non erano a conoscenza delle condizioni dell'ala.
Nel rapporto finale si leggeva:
Il Safety Board ritiene che l'equipaggio di volo del volo 405 avrebbe dovuto adottare misure più positive per garantire un'ala priva di contaminazioni, come entrare nella cabina per osservare l'ala da una distanza più ravvicinata. Sebbene il Safety Board riconosca che il rilevamento di quantità minime di contaminazione, sufficienti a causare problemi di prestazione aerodinamica, è difficile e potrebbe non essere possibile senza un'ispezione tattile, un'osservazione dalla cabina avrebbe aumentato la possibilità di vedere una certa contaminazione e avrebbe potuto ha spinto l'equipaggio di volo a tornare al gate. Il Safety Board ritiene che la mancata adozione di tali precauzioni da parte dell'equipaggio di volo e la decisione di tentare il decollo incerti sulla pulizia delle ali abbiano portato a questo incidente e ne siano la causa.
L'NTSB ha effettuato dei test per scoprire perché il primo ufficiale non era in grado di vedere l'accumulo di ghiaccio sull'ala dell'aereo. Quando la finestra scorrevole della cabina di pilotaggio era completamente aperta, il primo ufficiale sarebbe stato in grado di vedere l'80% esterno dell'ala, inclusa la striscia nera utilizzata per contrastare la superficie bianca dell'ala in modo che l'equipaggio di volo potesse cercare una struttura di ghiaccio. Quando la finestra scorrevole era chiusa, come è avvenuto nell'incidente, sarebbe stato difficile distinguere i dettagli dell'ala e la striscia nera sarebbe stata distorta dal vetro. Hanno anche scoperto che la luce del ghiaccio faceva poca differenza in quanto il primo ufficiale avrebbe potuto vedere.

### Procedure di sgiacciamento a LaGuardia

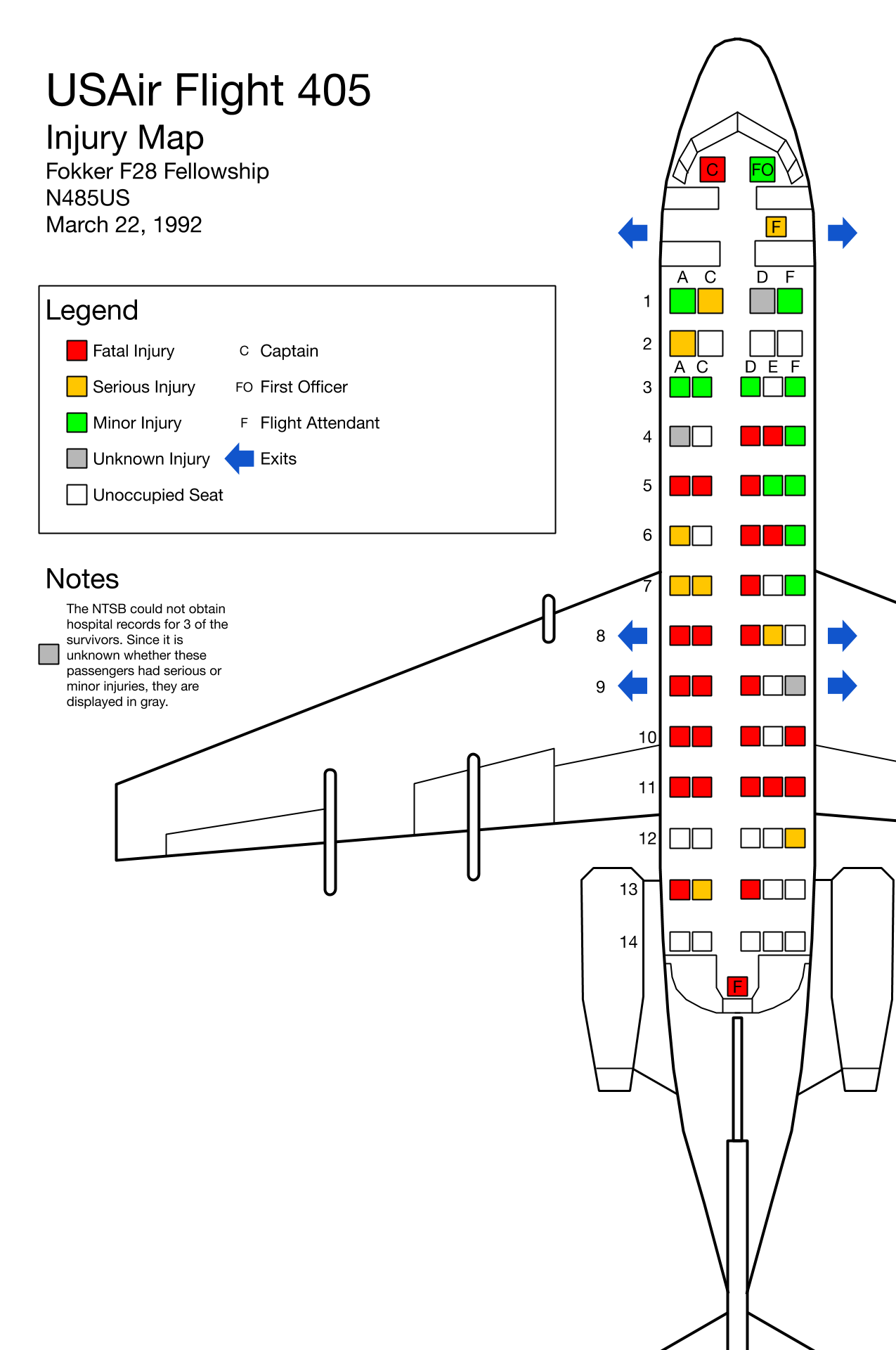
Un diagramma basato sul rapporto ufficiale dell'NTSB che mostra la morte e il ferimento dei passeggeri a bordo del volo 405

Gli investigatori si sono concentrati anche sulle pratiche di sghiacciamento al LaGuardia. Hanno scoperto che l'aeroporto utilizzava solo fluido antighiaccio di tipo I, non di tipo II. I fluidi di tipo I vengono utilizzati per l'effettivo sbrinamento del getto, mentre i fluidi di tipo II vengono utilizzati per prevenire l'accumulo di ghiaccio. Al momento dell'incidente, LaGuardia aveva proibito l'uso del fluido antighiaccio di tipo II perché i test suggerivano che, se fosse caduto sulle piste, avrebbe ridotto l'attrito. Gli investigatori notarono che la modifica era stata apportata a causa delle piste più corte del LaGuardia e perché se un aereo avesse lasciato le vicinanze della pista, si sarebbe fermato nell'acqua fredda che circondava la pista 13. Il rapporto sull'incidente, tuttavia, criticava il fatto che la maggior parte dei gli operatori aerei negli Stati Uniti si affidavano solo ai fluidi di tipo I per la protezione e non utilizzano il tipo II. Il comitato ha affermato che i test hanno dimostrato che entrambi i fluidi fuoriescono dalle ali di un aereo trattato in quantità significative durante il decollo iniziale corsa a terra.

### Conclusioni
Nel rapporto finale, l'NTSB, concludeva che la probabile causa dell'incidente sia stata, l'incapacità dell'industria aerea e della Federal Aviation Administration di fornire agli equipaggi di volo delle procedure, requisiti e criteri compatibili con i ritardi di partenza in condizioni favorevoli alla cellula. formazione di ghiaccio e decisione dell'equipaggio di volo di decollare senza la garanzia positiva che le ali dell'aereo fossero libere da accumuli di ghiaccio dopo 35 minuti di esposizione alle precipitazioni successive allo sbrinamento. La contaminazione da ghiaccio sulle ali ha provocato uno stallo aerodinamico e una perdita di controllo dopo il decollo. Alla causa dell'incidente hanno contribuito le procedure inadeguate utilizzate dall'equipaggio di volo e un coordinamento inadeguato tra l'equipaggio di volo che ha portato a una rotazione di decollo a una velocità dell'aria inferiore a quella prescritta.

## Conseguenze

### Raccomandazioni dell'NTSB
L'NTSB ha formulato diverse raccomandazioni alla FAA, inclusa la richiesta che "i membri dell'equipaggio di volo e il personale di terra responsabile dell'ispezione della contaminazione delle ali degli aerei della categoria da trasporto ricevano una formazione periodica specifica che illustrerà come appare e come si sente la contaminazione su un'ala e la quantità di contaminazione rilevabile in diverse condizioni di luce". Hanno inoltre ordinato "alle compagnie aeree di stabilire un modo per informare gli equipaggi di combattimento del tipo di fluido [sghiacciante] e di miscela utilizzata, dell'attuale tasso di accumulo di umidità e del tempo di permanenza disponibile".
Per quanto riguarda le ostruzioni contro le quali l'aereo si è scontrato durante la sequenza dell'incidente, l'NTSB ha ordinato la modifica o la sostituzione di "tutte le pompe adiacenti alla pista 13/31 in modo che non costituiscano ostruzioni per gli aerei". Hanno inoltre ordinato uno studio sulla "fattibilità della costruzione di un array di antenne ILS frangibili per l'aeroporto LaGuardia" Inoltre, hanno ordinato una revisione delle schede informative sulla sicurezza dei passeggeri del Fokker F28-4000 "per garantire che descrivano in modo chiaro e accurato il funzionamento dei due tipi di porte della cabina di prua sia in modalità normale che di emergenza e che descrivano in modo chiaro e accurato come rimuovere l'uscita di emergenza e la copertura sopra l'ala.

### Sviluppi nello sghiacciamento

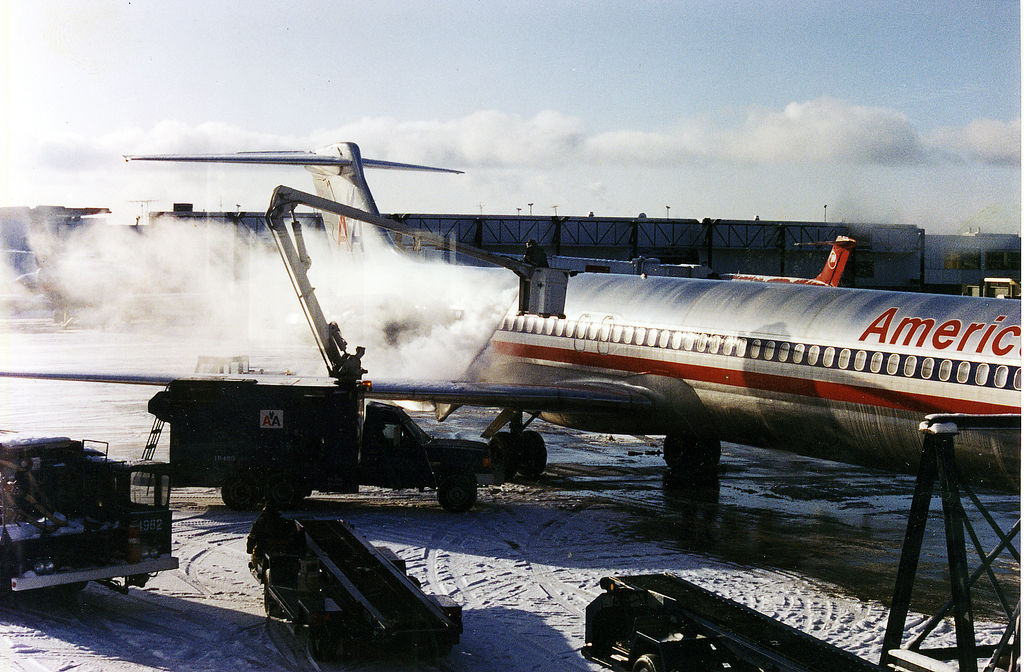
Un aereo MD-80 dell'American Airlines viene sghiacciato all'Aeroporto Internazionale di Syracuse Hancock.

Negli anni successivi all’incidente, le compagnie aeree iniziarono a utilizzare il fluido antighiaccio di tipo IV, che è più efficace sia dei tipi I che di quelli II. I fluidi di tipo IV rimangono attaccati all'aereo per un massimo di due ore. L'aeroporto internazionale di Chicago O'Hare è stato il primo a introdurre strutture antighiaccio sulla pista, cosa che ora è diventata la normalità.
Gli aerei ora dispongono di sistemi di sbrinamento più sofisticati che possono essere utilizzati a terra e in aria. Molti moderni aerei da trasporto civili ad ala fissa, ad esempio il Boeing 737, utilizzano Impianti antighiaccio sul bordo d'attacco delle ali, sulle prese dei motori e sulle sonde dei dati aerei, utilizzando aria calda. Questo viene spurgato dai motori e viene convogliato in una cavità sotto la superficie per essere antigelo. L'aria calda riscalda la superficie fino a qualche grado sopra lo zero, impedendo la formazione di ghiaccio. Il sistema può funzionare in modo autonomo, accendendosi e spegnendosi quando l'aereo entra ed esce dalle condizioni di ghiaccio.
Si stanno sviluppando anche tecnologie di sghiacciamento del terreno e una tecnologia più recente è lo sghiacciamento a infrarossi. Questa è la trasmissione di energia mediante onde o raggi elettromagnetici. L'infrarosso è invisibile e viaggia in linea retta dalla fonte di calore alle superfici e agli oggetti senza riscaldare in modo significativo lo spazio (aria) attraverso il quale passa. Quando le onde infrarosse colpiscono un oggetto, rilasciano la loro energia sotto forma di calore. Questo calore viene assorbito o riflesso dalla superficie più fredda. L'energia infrarossa viene continuamente scambiata tra le superfici "calde" e "fredde" finché tutte le superfici non hanno raggiunto la stessa temperatura (equilibrio). Più fredde sono le superfici, più efficace è la trasmissione degli infrarossi dall'emettitore. Questo meccanismo di trasferimento del calore è sostanzialmente più veloce delle modalità di trasferimento del calore convenzionali utilizzate dallo sbrinamento convenzionale (convezione e conduzione) a causa dell'effetto di raffreddamento dell'aria sullo spray del fluido antighiaccio.
Anche i veicoli antighiaccio degli aerei sono migliorati dopo l'incidente, solitamente costituiti da una grande autocisterna, contenente il fluido antighiaccio concentrato, con un'alimentazione d'acqua per diluire il fluido in base alla temperatura ambiente. Il veicolo è normalmente dotato anche di una gru cherry picker, che consente all'operatore di irrorare l'intero velivolo nel minor tempo possibile; un intero Boeing 737 può essere trattato in meno di 10 minuti da un singolo veicolo antighiaccio. Anche le piste degli aeroporti vengono sbrinate da irroratrici dotate di lunghi bracci di spruzzatura. Questi bracci sono abbastanza larghi da attraversare l'intera pista e consentono lo sbrinamento dell'intera pista di atterraggio in un unico passaggio, riducendo il periodo di tempo in cui la pista non è disponibile.

## Il volo USAir 405 nei media
L'incidente del volo 405 della USAir è stato analizzato nella puntata Gelo mortale dell'ottava stagione del documentario Indagini ad alta quota trasmesso dal National Geographic Channel.